# Геркулес (Микеланджело)

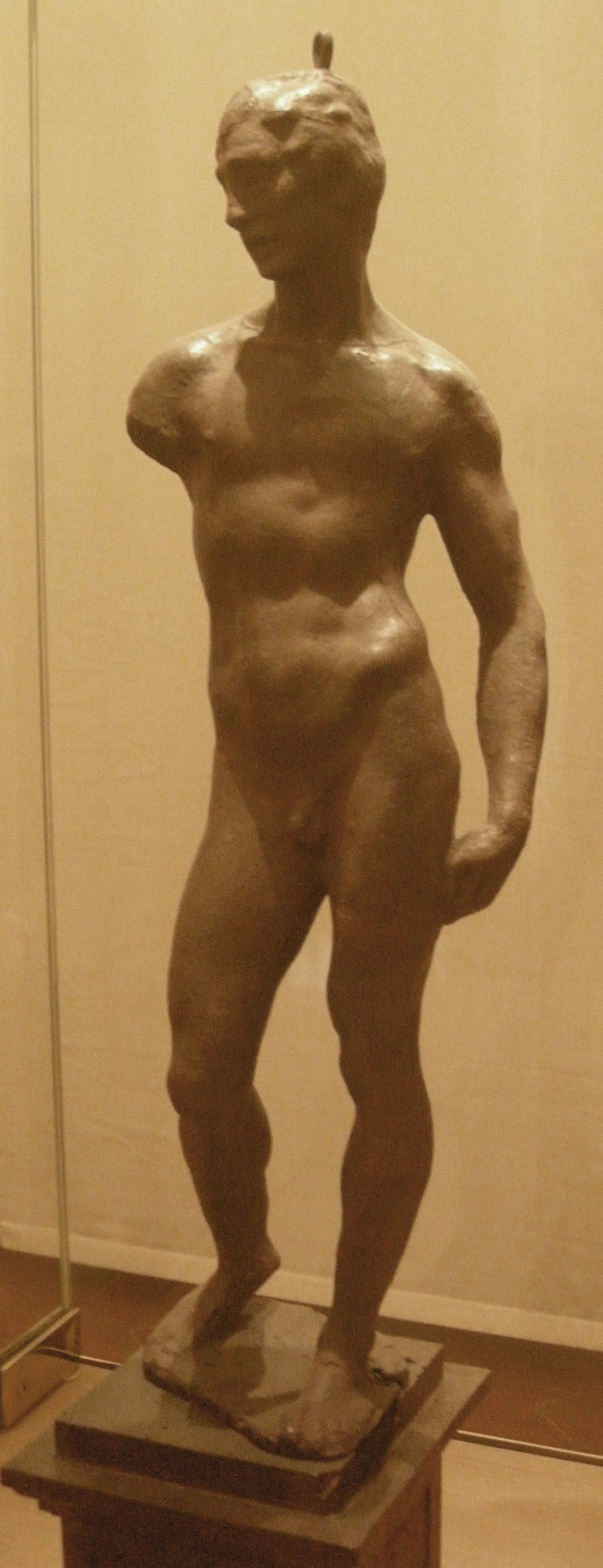
«Обнаженный человек», боццетто, ок. 1501−1503 гг.

«Геркулес» (также известно другое название — «Тесей») (итал. Ercole) — утраченная мраморная скульптура Микеланджело, созданная им ок. 1492 −1493 гг

## Сведения о статуе
Вазари упоминает, что Микеланджело высек статую «Геркулеса» из мрамора после смерти Лоренцо Великолепного. Он описывает эту статую как «удивительную вещь».
Известно, что статую купила семья Строцци, чтобы установить её в палаццо Строцци во Флоренции (1506). Уже в 1529 году Филиппо Строцци продал её Джованни Баттиста делла Палла (итал. Giovanni Battista della Palla), а тот отправил её в подарок королю Франции Франциску I.
В 1594 году, в правление Генриха IV, «Геркулес» был установлен в садах Фонтенбло (фр. Jardin de l'Etang). С 1713 года, когда сады были разрушены, о судьбе этой работы Микеланджело ничего не известно .

## Образ в искусстве
Зарисовка Рубенса «Юный Геркулес» (ок. 1600 −1640 гг) сделана по статуе Микеланджело.
Статуя «Геркулес» в виде «опирающегося на палицу великана», упоминается в биографическом романе Карела Шульца «Камень и боль».